# Джаринг
Джаринг (Кярингцо) (на китайски: 格仁错) е сладководно отточно езеро в Югозападен Китай, в Тибетския автономен регион с площ 674 km².
Езерото Джаринг е разположено в междупланинска котловина, в Тибетската планинска земя, на 4654 m н.в., северозападно от хребета Кайсагар (6502 m), а на югозапад и североизток се издигат безименни хребети с височини съответно 6002 m и 6009 m. Простира се от северозапад на югоизток на протежение от 65 km и ширина до 15 km. От юг в него се влива река Паро Цангпо, а от югоизток – Генмар. Площта на водосборния му басейн е 9681 km². От северозападния му ъгъл изтича безименна река, която последователно преминава през езерата Цикунг (на 4601 m), Джагок (на 4495 m) и Шаргул, като накрая се влива в голямото безотточно и солено езеро Селинг (на 4495 m). Замръзва от ноември до май и е богато на риба.